# Urs Jakob Tschan
Urs Jakob Tschan SJ (* 5. März 1760 in Balsthal; † 24. März 1824 in Schönenwerd) war ein Schweizer Jesuit und Luftfahrtpionier.

## Leben
Urs Jakob Tschan war der Sohn von Peter Tschan, Kaufmann und dessen Ehefrau Anna Maria, geb. Messer.
Er besuchte von 1770 an das Jesuitenkolleg Solothurn und war von 1780 bis 1800 Mathematikprofessor am Gymnasium Solothurn; in dieser Zeit erhielt er 1783 seine Priesterweihe. Er legte 1798 den helvetischen Erziehungsbehörden einen Plan zur Schulreform, Über die öffentlichen Schulen, vor.
Von 1800 bis 1817 wirkte er als Pfarrer und Rektor in Dornach im Bezirk Dorneck. 1809 ernannte ihn der Basler Bischof Franz Xaver von Neveu zum Generalprovikar und Offizial der nur noch aus einigen Solothurner und den Fricktaler Pfarreien bestehenden Diözese. Ab 1817 war er Stiftspropst des Stiftes Sankt Leodegar in Schönenwerd.
Urs Jakob Tschan liess am 12. Februar 1784 in Solothurn den ersten unbemannten Heissluftballon der Schweiz steigen, den er konstruiert und sein Bruder, der Mechaniker Anton Tschan (* 23. August 1757 in Balsthal: † 12. Februar 1836 ebenda), gebaut hatte. Die Luftmaschine stieg im Beisein von etwa 1.000 Personen von den Mutten auf, erreichte eine Höhe zwischen 2000 und 3000 Metern, überquerte mehrmals die Stadt und landete nach etwa 45 Minuten beim Wallierhof in Riedholz. Das Ereignis am Fasnachtssonntag, dem die Ehrengesandten von Glarus, Appenzell und St. Gallen, welche beim französischen Ambassador geschäftlich zu tun hatten, beiwohnten, ging unter dem Namen die Auffahrt zu Solothurn in die Geschichtsliteratur ein. Zuvor war ihm von der Zürcher Obrigkeit verboten worden, einen selbst gebauten Luftballon mit einem Schiff, in dem ein Schaf mit einem Fallschirm sich befinde, aufsteigen zu lassen, worauf er in damalige Grafschaft Baden auswich.
In den folgenden Jahren konstruierte er für seinen älteren Bruder Heissluftballone, darunter sehr fantasievolle Gebilde, die anstelle eines Korbes beispielsweise Lusthäuser oder Schaluppen in die Luft trugen und die sein Bruder mit lebenden Tieren an Bord an verschiedenen Orten in der Schweiz und im Ausland aufsteigen liess.

## Schriften (Auswahl)
- Jean Claude Fontaine, Louis Pillier, Urs Jakob Tschan: Réflexions sur les Afflictions, suivies de la Recommandation de l’Ame, soit Prière pour les Agonisans etc. Louis Piller, Freiburg i. Üe. 1790.